# Stephan Ladislaus Endlicher
Pour les articles homonymes, voir Endlicher.
Stephan Ladislaus Endlicher, né le 24 juin 1804 à Presbourg en royaume de Hongrie et mort le 28 mars 1849 à Vienne, est un botaniste et un linguiste autrichien.

## Biographie
Fils de médecin, il étudie la médecine à Budapest et à Vienne ainsi que la théologie. À partir de 1826, il se spécialise en langues, en particulier le chinois. En 1836, il devient curateur du muséum d'histoire naturelle de Vienne et, en 1840, professeur de botanique à l'université de cette même ville. Il est en même temps directeur du jardin botanique de l'université de Vienne de 1839 à 1849.
Il s'occupe particulièrement de l'herbier auquel il ajoute sa propre collection constituée de plus de trente mille espèces. Il développe un système de classification qui fait l'objet de son livre Genera plantarum secundum ordines naturales disposita (1836-1850). Dans ce livre, il sépare les thallophytes des plantes vasculaires.
Il fonde en 1835 la première revue autrichienne d'histoire naturelle : Annalen des Wiener Museums der Naturgeschichte. Il travaille en collaboration avec de nombreux botanistes, tels que Gray, Bentham et Brown. Endlicher décrivit durant sa vie de très nombreuses plantes dont le fameux genre Sequoia et le genre Wikstroemia.
Endlicher participe aux événements politiques de 1848 et devient membre des parlements allemands et autrichiens.

## Publications
Voir d'autres titres sur la bibliographie sur biodiversitylibrary.org.
Botanique
- [1830] (la) Flora Posoniensis, exhibens plantas circa Posonium sponte crescentes aut frequentius cultas, methodo natural dispositas, Posonii, Joseph Landes, 1830, 493 p., sur books.google.fr (lire en ligne).
- [1833] (la) Prodromus florae Norfolkicae sive Catalogus stirpium quae in Insula Norfolk annis 1804 et 1805 a Ferdinando Bauer collectae et depictae, Vindobonae, F. Beck, 1833, 100 p., sur biodiversitylibrary.org (lire en ligne).
- [1815] (la) Nova genera et species plantarum :quas in peregrinatione ad plagam aequinoctialem orbis novi collegerunt, t. 1 (Voyage de Humboldt et Bonpland, sixième partie. Botanique. Atakta botanica), Paris, 1815, 96 pl. + 377, sur biodiversitylibrary.org (lire en ligne).
- [Endlicher & Poeppig 1835–1845] (la) Stephan Endlicher et Eduard Friedrich Poeppig, Nova genera ac species plantarum, quas in regno Chilensi Peruviano et in terra Amazonica : annis MDCCCXXVII ad MDCCCXXXII (3 vol.), Lipsiae, Friderici Hofmeister (présentation en ligne) :
  - vol. 1, 1835, 62 p. + 100 pl.
  - vol. 2, 1838, 71 p. + 100 pl.
  - vol. 3, 1845, 91 p. + 100 pl.
- [1836–1850] (la) Genera plantarum secundum ordines naturales disposita, F. Beck, 1836, sur biodiversitylibrary.org (lire en ligne).
  - [1838] (la) Iconographia genera plantarum (125 pl.), 1838, sur biodiversitylibrary.org (lire en ligne).
- [1836] (de) « Bemerkungen über die Flora der Südseeinseln », Annalen des Wiener Museum Naturgesch., no 1,‎ 1836, p. 130-188 + 4 pl. (lire en ligne [sur biodiversitylibrary.org]).
- [Endlicher, Fenzl & Honigberger 1836] (la) Stephan Endlicher, Eduard Fenzl et John Martin Honigberger, Sertum cabulicum : enumeratio plantarum quas in itinere inter Dera-Ghazee-Khan & Cabul, mensibus majo & junio, 1833, collegit Martinus Honigberger. Accedunt novarum vel minus cognitarum stirpium icones & descriptiones, Vindobonae, P. Rohrmann & Schweigerd, 1836, 4 pl. + 8 (OCLC 1029941434).
- [1838] (de) Grundzüge einer neuen Theorie der Pflanzenzeugung, Wien, F. Beck, 1838, 22 p., sur books.google.fr (lire en ligne).
- [1840] (la) Flora Brasiliensis Sive Enumeratio Plantarum in Brasilia Hactenus Detectarum (publié en 130 fascicules), 1840, sur biodiversitylibrary.org (présentation en ligne, lire en ligne).
- [1841] (la) Enchiridion Botanicum, Exhibens Classes Et Ordines Plantarum Accedit Nomenclator Generum Et Officinalium Vel Usualium Indicatio, Lipsiae / Viennae, Fr. Beck, 1841, 763 p., sur biodiversitylibrary.org (lire en ligne).
- [1842] (de) Die Medicinal-Pflanzen der österreichischen Pharmakopöe : ein Handbuch für Ärzte und Apotheker, Wien, Carl Gerold, 1842, 608 p., sur books.google.fr (OCLC 14850501, lire en ligne).
- [1842] (la) Catalogus Horti academici vindobonensis, t. 1, Vindobonae, Carl Gerold, 1842, 492 p., sur books.google.fr (lire en ligne).
- [Endlicher & Unger 1843] (de) Stephan Ladislaus Endlicher et Franz Unger, Grundzüge der Botanik, Wien, Carl Gerold, 1843, 414 p., sur books.google.fr (lire en ligne).
- [1847] (la) Synopsis coniferarum, Sangalli, Scheitlin & Zollikofer, 1847, 368 p., sur books.google.fr (lire en ligne).
- [1847] (la) Mantissa botanica sistens generum plantarum (supplementum quartum), Friedrich Beck, 1847, 199 p., sur books.google.fr (lire en ligne).
- [1838] (la) « Stirpium Australasicarum Herbarii Hugeliani Decades Tres (es) », Annalen des Wiener Museums der Naturgeschichte, vol. 2,‎ décembre 1838, p. 189-211 (lire en ligne [sur biodiversitylibrary.org], consulté en avril 2022).

Linguistique et autres
- [1828] (la) Prisciani grammatici De laude imperatoris Anastasii, et De ponderibus et mensuris Carmina, Vindobonae, P.J. Schalbacher et Socios, 1828, sur books.google.fr (lire en ligne).
- [1835] (la) De Ulpiani institutionum fragmento in Bibliotheca palat. Viennensi nuper reperto. Epiotola ad J.C. Savigny Prof. Juris Berol, Becs, 1835, sur books.google.fr (lire en ligne).
- [1836] (la) Codicum philogici Latini, 1836.
- [1836] (la) Catalogus Codicum philologicorum latinorum Bibliotheca Palatina Viennensis, Friedrich Beck, 1836, 401 p., sur books.google.be (lire en ligne).
- [Endlicher & Eichenfeld 1837] (la) Stephan Endlicher et Joseph Eichenfeld, Analecta Grammatica Maximam Partem Anecdota, Vindobonae, F. Beck, 1837, 571 p., sur books.google.fr (lire en ligne).
- [1837] (de) Verzeichniss der chinesischen und japanischen Münzen des k. k. Münz-und Antiken-Cabinetes in Wien, nebst einer Übersicht der chinesischen und japanischen Bücher der k. k. Hofbibliothek, F. Beck, 1837, 140 p., sur books.google.fr (lire en ligne).
- [1842] (la) Rerum Hungaricarum monumenta arpadiana, Sangalli, Scheitlin & Zollikofer, 1842, 748 p., sur books.google.fr (lire en ligne).
- [1845] (de) Anfangsgründe der Chinesischen Grammatik,, 1845, Wien, Carl Gerold, 1845, 376 p., sur books.google.fr (lire en ligne).
- [1849] (de) Die Gesetze des heiligen Stefan, Wien, Matthäus Kuppitsch, 1849, 179 p., sur books.google.fr (lire en ligne).